# Zweidimensionale Semantik
Die Zweidimensionale Semantik ist eine semantische Herangehensweise, die Bedeutung sprachlicher Äußerungen über mögliche Welten hinweg zu analysieren. Demnach kann die Intension von in der aktualen Welt getätigten Äußerungen in anderen möglichen Welten auf zweierlei Weise betrachtet werden.

## Zweidimensionale Semantik indexikalischer Ausdrücke
Angenommen eine Person P äußert in der aktualen Welt den Satz „Hier ist es dunkel“. In der aktualen Welt referiert dieser Satz auf den Ort, an dem sich P befindet und er ist dann wahr, wenn es dort dunkel ist. Für die Semantik dieses Satzes in anderen möglichen Welten bieten sich nun die folgenden beiden Lesarten:
1. Man kann davon ausgehen, dass sich der Satz in jeder möglichen Welt auf den Ort bezieht, an dem er in der jeweiligen Welt geäußert wird. Sein Wahrheitswert ist nun davon abhängig, wo P sich in der betrachteten Welt befindet.
Diese sogenannte primäre Intension greift den Kontext der Verwendung des indexikalischen Ausdrucks „hier“ aus der jeweilig betrachteten Welt heraus. Weil dabei betrachtet wird, ob sich die durch die Äußerung des Satzes in der dortigen Welt bezeichnete Proposition bewahrheitet, wird auch von verifikationistischer Intension gesprochen.
2. Man kann davon ausgehen, dass sich der Satz auf den Ort bezieht, an dem er in der aktualen Welt geäußert wird. Sein Wahrheitswert in einer anderen möglichen Welt ist nun davon abhängig, ob es dort an dem Ort, in dem sich P in der aktualen Welt befindet, dunkel ist.
Diese sekundäre Intension greift den Kontext der Verwendung des indexikalischen Ausdrucks aus der aktualen Welt heraus und betrachtet davon ausgehend die Bedeutung in anderen möglichen Welten. Da insofern die kontrafaktischen Welten der aktualen Welt untergeordnet betrachtet werden, wird auch von subjunktiver Intension gesprochen.
Mit Hilfe der Zweidimensionalen Semantik analysiert David Kaplan indexikalische Ausdrücke und Demonstrativpronomen. Diese hätten einen allgemeinen Charakter und einen kontextabhängigen Inhalt. Der Charakter sei die Art und Weise, wie der betreffende Ausdruck funktioniert, also wie er das jeweilig Bezeichnete herausgreift. Der Inhalt sei das durch das einzelne Vorkommnis des Ausdrucks jeweilig Bezeichnete. Die Zweidimensionalität tritt nun dadurch auf, dass im Fall der verifikationistischen Intension der Charakter des betreffenden Ausdrucks betrachtet wird (in obigem Beispiel die Funktion des Wortes „hier“, den Ort, an dem er geäußert wird, zu bezeichnen) und der Inhalt in jeder möglichen Welt durch diesen Charakter neu bestimmt wird. Im Fall der subjunktiven Intension hingegen wird der Inhalt des betreffenden Ausdrucks betrachtet (in obigem Beispiel der Ort, an dem P in der aktualen Welt „hier“ verwendet) und über mögliche Welten hinweg betrachtet.

## Zweidimensionale Semantik und Notwendigkeit a posteriori
Die Zweidimensionale Semantik lässt sich ebenfalls für die Analyse von Notwendigkeiten a posteriori verwenden. Bei Betrachtung der Aussage „Wasser ist H2O“ bietet sich folgendes Bild.
„Wasser ist H2O“ ist notwendigerweise wahr, wenn man die subjunktive Intension dieser Aussage betrachtet. Wir haben in der aktualen Welt herausgefunden, dass Wasser und H2O identisch sind und sprechen nun in Hinblick auf andere mögliche Welten nur dann davon, dass es sich dort bei einer Substanz um Wasser handelt, wenn diese die Summenformel H2O hat (und umgekehrt).
Selbst wenn in einer kontrafaktischen Welt eine Substanz mit anderer Summenformel als H2O genau die Rolle spielen würde, die Wasser in der aktualen Welt spielt, würde diese nicht als Wasser zu bezeichnen sein.
Bei Betrachtung der verifikationistischen Intension ist die Aussage „Wasser ist H2O“ nicht notwendigerweise wahr. Denn es ist durchaus möglich, dass sich in einer anderen möglichen Welt herausstellt, dass Wasser ein Stoff mit einer anderen Strukturformel als H2O ist. Angenommen, in einer ansonsten mit der aktualen identischen möglichen Welt spielte ein Stoff mit der Strukturformel „XYZ“ die Rolle, welche H2O in unserer Welt spielt. Dort würden Chemiker herausgefunden haben, dass der Satz „Wasser ist XYZ“ wahr ist und der Satz „Wasser ist H2O“ falsch.
Es ist zu beachten, dass nur im Fall der subjunktiven Intension „Wasser“ ein starrer Designator (Bezeichner) ist, also in allen möglichen Welten gleiches bezeichnet. Saul Kripke geht bei seiner Betrachtung von Notwendigkeiten a posteriori davon aus, dass bestimmte Designatoren starr sind, weil diese Bezeichner auf den durch einen kausalen Taufakt bezeichneten Gegenstand eindeutig zurückführbar sind, und dass Identitätsaussagen mit diesen Designatoren den modallogischen Status der Notwendigkeit haben. Kripke geht dabei davon aus, dass starre Designatoren keine Intension haben, sondern nur durch Taufakt und Überlieferungsgeschichte vermittelte Extension, und es somit keine Eigenschaften oder Funktionen gibt, die etwas zu einem mit dem Eigennamen Bezeichneten machen.

## Zweidimensionale Semantik und Philosophie des Geistes
David Chalmers nutzt die Zweidimensionale Semantik, um ein Argument gegen seine als Typ B Materialismus klassifizierte Form des Physikalismus zu entwickeln. Der Typ B Materialist vertritt, dass es eine epistemische Kluft zwischen psychischen Phänomenen und der physikalischen Welt gibt, das Psychische jedoch ontologisch auf das Physikalische zurückführbar ist. Demnach sind wir nicht in der Lage, mit physikalischem Vokabular alles über den Geist zu sagen, diesem liegt aber eine materielle Substanz zugrunde. Der Typ B Materialist vertritt also mindestens, dass Geistiges über Materiellem superveniert. Er vertritt hingegen nicht, dass diese Beziehung ohne Rückgriff auf Kategorien des qualitativen Erlebens erklärbar ist. Folglich sind die ersten beiden Prämissen des Arguments:
(1) In einer physikalisch zur aktualen identischen Welt sind physikalisch mit uns identische Wesen, die keinerlei qualitative Zustände oder von unseren unterschiedene qualitative Zustände aufweisen ("Zombies") unmöglich.
Dies muss der Typ B Materialist annehmen, weil er die oben charakterisierte Supervenienzbeziehung vertritt, die impliziert, dass Unterschiedlichkeit qualitativer Zustände nur bei Unterschiedlichkeit der physikalischen Supervenienzbasis möglich ist.
(2) In einer physikalisch zur aktualen identischen Welt sind Zombies vorstellbar.
Dies muss der Typ B Materialist annehmen, weil er nicht glaubt, dass wir qualitative Zustände allein durch Bezugnahme auf physikalische Zustände begreifen können. Also können wir uns physikalische Gleichartigkeit und phänomenologische Ungleichartigkeit einer Welt vorstellen.
Aus (2) ergibt sich
(3) Es gibt eine mögliche Welt, in welcher physikalische Gleichartigkeit und Ungleichartigkeit des qualitativen Erlebens bestehen.
Dies ist deswegen der Fall, weil der Typ B Materialist, der die Möglichkeit, qualitative Phänomene aus Physikalischen Phänomenen zu begreifen, für nicht gegeben hält, die Beziehung zwischen Materiellem und Psychischem nur als Notwendigkeit a posteriori auffassen kann. Die Zweidimensionale Semantik zeigt jedoch, dass Notwendigkeiten a posteriori als falsch verifiziert werden können. Aus (3) folgt
(4) Es gibt eine mögliche Welt, die physikalische Gleichartigkeit und Ungleichartigkeit des qualitativen Erlebens erfüllt.
Wir haben oben gesehen, dass eine Welt eine Aussage verifizieren, aber nicht erfüllen kann in Fällen, wo dort etwas Anderes als in unserer Welt die Rolle des in der Aussage Bezeichneten spielt, sodass dieses Andere dort als Bezeichnetes verifiziert wird. So spielt XYZ in obigem Beispiel die Rolle, welche H2O in unserer Welt spielt und die Bewohner jener Welt finden heraus, dass Wasser XYZ ist. Damit das in diesem Fall gegeben sein könnte, müsste sich etwas finden lassen, was in jener Welt die Rolle der qualitativen Zustände in unserer Welt spielt, aber von diesen unterschieden ist. Dies aber würde der materialistischen Mindestanforderung des Typ B Materialisten widersprechen, welche darin besteht, dass sich Qualitativ-Phänomenales nur unterscheiden kann, wenn sich Physikalisches unterscheidet.
(4) und (1) stehen jedoch in direktem Widerspruch zueinander. Deswegen ergibt sich
(5) Der Typ B Materialismus ist falsch.
Mögliche Auswege könnten laut Chalmers starke Notwendigkeiten oder der Panpsychismus bieten. Starke Notwendigkeiten bestehen zwar a posteriori, lassen sich jedoch in keiner möglichen Welt verifizieren. Chalmers ist aber skeptisch, ob sich solche Notwendigkeiten sinnvoll konstruieren lassen.
Der Panpsychismus setzt beim Übergang von (3) nach (4) an und postuliert, dass physikalisch identische Welten in Bezug auf intrinsische Eigenschaften der Materie unterschiedlich sein könnten. Diese intrinsischen Eigenschaften wären protophänomenal und konstituierten qualitatives Empfinden. Diese Theorie wäre dann nicht mehr klassisch materialistisch, sondern wäre eine Form von Monismus, bei dem die physikalischen Aspekte der Substanz ihre geistigen Aspekte nicht einschließen würden. Somit könnte in einer anderen Welt etwas anderes die Rolle unserer qualitativen Eigenschaften spielen, ohne dass diese Welt physikalisch von der aktualen Welt verschieden sein müsste.